# Подвиг Одеси
«Подвиг Одеси» (рос. «Подвиг Одессы») — український радянський художній фільм 1985 року режисера Володимира Стрєлкова.

## Сюжет
В основі сюжету — справжні факти оборони Одеси в роки німецько-радянської війни. Захисники їдуть на передову у трамваях, а ворог б'є по місту прямим наведенням...

## У ролях
- Всеволод Шиловський — Гаврило Васильович Жуков, контр-адмірал
- Роман Громадський — Георгій Павлович Софронов, генерал-лейтенант
- Юрій Дедович — Іван Юхимович Петров, генерал-майор
- Юрій Шликов — Сергій Георгійович Горшков, капітан 1-го рангу
- Ернст Романов — Анатолій Георгійович Колибанов, секретар одеського обкому партії
- Наталія Гундарєва — тітка Груня
- Ігор Скляр — Костя
- Олена Кондратьєва — Лена
- Ірина Мельник — Таня
- Лев Лемке — дядько Ілля
- Наталія Батрак — Ніна Акімова
- Борислав Брондуков — Борщ
- Вадим Яковлєв — Олексій Іванович Іллєнко, лейтенант
- Костянтин Степанков — полковник Осипов
- Сергій Проханов — матрос
- Лев Перфілов — Гриценюк
- Дмитро Харатьян — Лев Руднєв
- Віра Кузнєцова — Віра Олександрівна, мати Леонідика
- Михайло Ігнатов — німецький льотчик (немає в титрах)
- Олександр Бондаренко — Жора Коляда

## Творча група
- Автор сценарію та режисер-постановник: Володимир Стрєлков
- Головний оператор: Альберт Осипов
- Оператори-постановники: Валерій Севастьянов, Федір Сильченко
- Головний художник: Юрій Богатиренко
- Художник-постановник: Леонід Розсоха
- Композитор: Ян Френкель
- Текст пісень: Ігоря Шаферана
- Звукооператор: Ганна Подлєсна
- Режисер: М. Шуров
- Оператори: В. Брегеда, А. Мосієнко
- Художники: по костюмах: Наталія Харнас
- Художник по гриму: Григорій Волошин
- Монтаж: Л. Коган
- Комбіновані зйомки: Володимир Цирлін, Олександр Пастухов
- Редактор: Неллі Некрасова
- Музичний редактор: Олена Вітухіна
- Директори картини: Леонід Волчков, Інна Плотнікова